# 魍魎

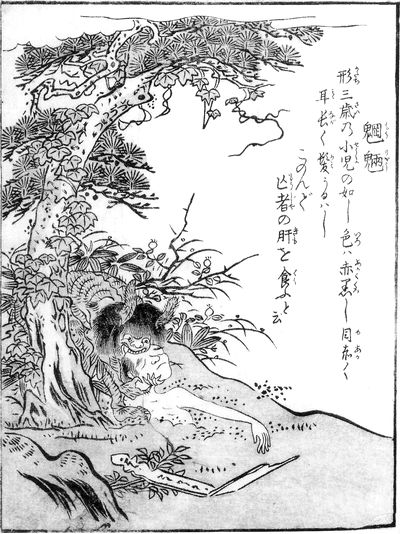
鳥山石燕『今昔画図続百鬼』より「魍魎」

魍魎（もうりょう・みずは）または罔両、罔象は、山や川、木や石などの精や、墓などに住む物の怪または河童などさまざまな妖怪の総称。
日本では水神を意味する「みずは」と訓じ、この語は他に「水波」「美豆波」「弥都波」などさまざまな漢字で表記される。→ミヅハノメ

## 漢籍に見られる魍魎
漢籍には、総称的な用法とは別に、具体的な姿や振る舞いを描写された魍魎が現れる。
『淮南子』には、「罔両は状は三歳の小児の如し、色は赤黒し、目は赤く耳は長く、美しい髪をもつ」と記される。
『本草綱目』には、「罔両は好んで亡者の肝を食べる。それで『周礼』に、戈（ほこ）を執って壙（つかあな）に入り、方良（罔両）を駆逐する、とあるのである。本性、罔両は虎と柏とを怖れす。また、弗述（ふつじゆつ）というのがいて、地下にあり死人の脳を食べるが、その首に柏を挿すと死ぬという。つまりこれは罔両である」と記されている。

## 水の怪として
『淮南子』によると、罔象は水から生じる。また、『史記』によると、孔子は水の怪は龍や罔象であるとした。
これらから、魍魎も水の怪の総称とみなされるようになった。この意味は、山川の怪を意味する魑魅と対を成すようになった（あわせて魑魅魍魎）。
日本では『日本記』により、罔象の和名は水神（あるいは女神）を意味する「みずは」だとされた。

## 火車との同一視
亡者の肝を食べるという点から、日本では魍魎は死者の亡骸を奪う妖怪・火車と同一視されており、火車に類する話が魍魎の名で述べられている事例も見られる。江戸時代の根岸鎮衛の随筆『耳袋』によれば、柴田という役人のもとに忠義者の家来がいたが、ある晩に「自分は人間ではなく魍魎」と言って暇乞いをした。柴田が理由を尋ねると、人間の亡骸を奪う役目が回ってきたので、ある村へ行かなければならないとのことだった。翌日、家来の姿は消えており、彼の言った村では葬儀の場が急に黒雲で覆われ、雲が消えると棺の中の亡骸が消えていたという。